# Klein St. Veit, Trg
Klein St. Veit je naselje v Občini Trg v Okraju Trg na Koroškem v Avstriji.